# Thessaloniki (Regionalbezirk)
Der Regionalbezirk Thessaloniki (griechisch Περιφερειακή Ενότητα Θεσσαλονίκης Periferiakí Enótita Thessaloníkis) ist einer der sieben Regionalbezirke der griechischen Region Zentralmakedonien und mit über 1,1 Millionen Einwohnern der bevölkerungsreichste in ganz Griechenland. Er umfasst auch die Metropolregion Thessaloniki um die Regionshauptstadt Thessaloniki. Er wurde 1915 als Präfektur eingerichtet und verlor diesen Status mit der Verwaltungsreform von 2010, als die Kompetenzen der Präfektur an die Region Zentralmakedonien und die durch Zusammenlegung stark reduzierten Gemeinden übertragen wurden. Der Regionalbezirk besetzt mit 36 Mandaten mehr als die Hälfte der Sitze im 61-köpfigen zentralmakedonischen Regionalrat, hat darüber hinaus aber keine politische Bedeutung als Gebietskörperschaft.

## Geographie
Das Gebiet des Regionalbezirks Thessaloniki liegt im Norden Griechenlands in der Region Zentralmakedonien. Es besteht aus einem westlichen Teil westlich des Flusses Axios und östlich des Flusses Loudias, der vollständig eben ist. Östlich des Axios bis zum Fluss Gallikos setzt sich das Flachland als Teil der makedonischen Tiefebene nach Osten fort. Die gesamte Bucht von Thessaloniki wird durch den Regionalbezirk umschlossen; zusätzlich gehört der Nordwestzipfel der Halbinsel Chalkidiki zum Regionalbezirk Thessaloniki. Durch den Höhenzug des Chortiatis (höchste Erhebung des Gebiets mit 1201 m ü. d. M.) abgegrenzt eröffnet sich nach Osten hin die Ebene von Mygdonia mit den Seen Volvi und Koronia. Die südliche Gebirgsbegrenzung der Mygdonia-Ebene gehört zum Regionalbezirk Chalkidiki, die nördliche Gebirgsbegrenzung mit den Massiven des Vertsikos und Kordelio gehört zum Regionalbezirk Thessaloniki. Der östliche Abschluss der mygdonischen Ebene, das Tal von Rentina, ist ebenfalls Gebiet des Regionalbezirks Thessaloniki, ebenso wie der äußerste nordöstliche Zipfel der Chalkidiki (Stavros) und des angrenzenden Festlandes (Asprovalta).
Die westliche Ebene des Regionalbezirks wird dominiert durch das Mündungsdelta des Flusses Axios. Diese ist zugleich der größte Fluss des Regionalbezirks bezogen auf sein Wasservolumen, der längste Fluss des Regionalbezirks ist der Gallikos. Weniger hervorstechend, aber ebenfalls landschaftsbildend sind die Flüsse Loudias (Grenze zu Imathia) und Gallikos westlich und östlich des Verlaufs des Axios.
Der Regionalbezirk grenzt (im Uhrzeigersinn, beginnend im Südwesten) an die Regionalbezirke Pieria und Imathia, Pella, Kilkis, Serres und Chalkidiki.

## Gliederung
Die Präfektur Thessaloniki gliederte sich bis 2010 in 45 Stadtgemeinden (dími). Von ihnen entsprachen 14 der griechischen Definition von „Stadt“ mit einer Einwohnerzahl von mehr als 10.000 Einwohnern. Die Überschreitung dieser Grenze wurde nach der Umstrukturierung durch den Kapodistrias-Plan Ende der 1990er Jahre teilweise durch Zusammenzählung der Einwohnerzahlen mehrerer Ortschaften erreicht. Mit der Zusammenlegung zahlreicher dieser Gemeinden wurde die Zahl auf 14 reduziert, die allesamt über 20.000 Einwohner beherbergen. Die alten Gemeinden haben seither den Status von Gemeindebezirken.
Der engere Ballungsraum Thessaloniki umfasst neben der Stadt Thessaloniki selbst sechs der umliegenden Gemeinden bzw. Teile von ihnen, die zusammen mit der Gemeinde Thessaloniki ein zusammenhängendes Stadtgebiet bilden. Der gesamte Ballungsraum Thessaloniki zählt etwa eine Million Einwohner und ist nach Athen-Piräus der zweitgrößte urbane Ballungsraum in Griechenland. Stadtteile der Stadt Thessaloniki sowie deren Vororte im Ballungsraum weisen nicht immer einen Verwaltungsstatus als Gemeinde auf. Die Stadtteile Ano und Kato Ilioupoli, Saranda Ekklisies, Ano und Kato Toumba und Ano Poli (Altstadt) sind Beispiele hierfür; sie sind verwaltungstechnisch nicht eigenständig, sondern gehören einer der Gemeinden im Ballungsraum Thessaloniki an.
Der Ballungsraum Thessaloniki ist Siedlungsschwerpunkt des Regionalbezirks um die Bucht von Thessaloniki herum. Andere Teile des Gebiets wie Mygdonien und die Region westlich des Axios Fluss sind deutlich dünner besiedelt als die Region in unmittelbarer Nähe der Stadt Thessaloniki.
| Ambelokipi-Menemeni | Αμπελόκηποι-Μενεμένη | 0702 | Ambelokipi   | 052.127 | 0010,252 | Ambelokipi, Menemeni                                               |
| Chalkidona          | Χαλκηδόνα            | 0713 | Koufalia     | 033.673 | 0390,294 | Agios Athanasios, Chalkidona, Koufalia                             |
| Delta               | Δέλτα                | 0704 | Sindos       | 045.839 | 0307,892 | Axios, Chalastra, Echedoros                                        |
| Kalamaria           | Καλαμαριά            | 0707 | Kalamaria    | 091.279 | 0006,519 | –                                                                  |
| Kordelio-Evosmos    | Κορδελιό-Εύοσμος     | 0708 | Evosmos      | 101.753 | 0013,365 | Eleftherio-Kordelio, Evosmos                                       |
| Langadas            | Λαγκαδάς             | 0709 | Langadas     | 041.103 | 1221,887 | Assiros, Kallindia, Koronia, Lachanas, Langadas, Sochos, Vertiskos |
| Neapoli-Sykies      | Νεάπολη-Συκιές       | 0710 | Sykies       | 084.741 | 0012,494 | Agios Pavlos, Neapoli, Pefka, Sykies                               |
| Oreokastro          | Ωραιόκαστρο          | 0714 | Oreokastro   | 038.317 | 0218,312 | Kallithea, Mygdonia, Oreokastro                                    |
| Pavlos Melas        | Παύλος Μελάς         | 0711 | Stavroupoli  | 099.245 | 0024,151 | Efkarpia, Polichni, Stavroupoli                                    |
| Pylea-Chortiatis    | Πυλαία-Χορτιάτης     | 0712 | Panorama     | 070.110 | 0156,301 | Chortiatis, Panorama, Pylea                                        |
| Thermaikos          | Θερμαϊκός            | 0704 | Perea        | 050.264 | 0133,811 | Epanomi, Michaniona, Thermaikos                                    |
| Thermi              | Θέρμη                | 0706 | Thermi       | 053.201 | 0382,91  | Mikra, Thermi, Vasilika                                            |
| Thessaloniki        | Θεσσαλονίκη          | 0701 | Thessaloniki | 325.182 | 0019,676 | Thessaloniki, Triandria                                            |
| Volvi               | Βόλβη                | 0703 | Stavros      | 023.478 | 0783,12  | Agios Georgios, Apollonia, Arethousa, Egnatia, Madytos, Rendina    |